# Учёности плоды
«Учёности плоды» — российский художественный фильм 2021 года режиссёра Игоря Угольникова с Сергеем Безруковым и Настасьей Кербенген в главных ролях. Получил неоднозначные отзывы критиков.

## Сюжет
Действие фильма происходит во время Великой Отечественной войны в оккупированном немцами Михайловском. Главные герои — местный житель Сергей Трофимов и профессор литературы из нацистской Германии Мария Шиллер, между которыми завязываются романтические отношения. Немцы решают вывезти в Германию все экспонаты пушкинского музея, но Сергей намерен им помешать.

## В ролях
- Сергей Безруков — Сергей Трофимов[1]
- Настасья Кербенген — Мария Шиллер[2][3]
- Игорь Угольников — коллаборационист Антипов
- Анастасия Мельникова — Людмила Антипова
- Фёдор Бондарчук — Беспалов, командир партизанского отряда
- Михаэль Эпп — майор Занглер
- Анастасия Буткова — Анисья
- Константин Фисенко — Дёма, партизан
- Игорь Савочкин — Егор, партизан
- Михаил Мелин — Дантес, лейтенант вермахта
- Александр Андриенко — директор музея

## Релиз и оценки
Фильм вышел в театральный прокат 21 октября 2021 года. Телевизионная премьера состоялась 25 февраля 2023 года на «Первом канале».
Обозреватель портала «После титров» Варвара Ульяненок отметила в своей рецензии «крепкие, даже отличные актёрские работы» и качественную постановку. По её словам, «Учёности плоды» «смотрятся довольно легко и приятно» несмотря на внушительный хронометраж (168 минут). Однако Ульяненок увидела «фатальный минус» в том, как фильм показывает войну: «единственный чистый и трогательный персонаж» — нацист, гибель немцев в ряде случаев показана как трагедия, зверства совершаются коллаборантами, «любовный четырёхугольник с милыми шутками и чудачествами главных героев на фоне показанных расстрелов и стычек смотрится как плевок в лицо». В итоге критик предлагает оценивать «Учёности плоды» как хороший фильм со сказочным сюжетом.
Рецензент «Киноафищи» счёл, что в фильме «историческая достоверность растворяется в кинематографическом сиропе, который разливается по экрану. Перед нами, безусловно, фильм о героизме и о наших корнях, только снятый как будто Вуди Алленом, у которого вторым режиссёром выступил Уэс Андерсон». Критик увидел «странную театральщину с заламыванием рук и хождением по полям под лирические мелодии», банальность и предсказуемость всех сюжетных линий. Единственное достоинство картины для него — нестандартная визуализация.
В 2022 году «Учёности плоды» были удостоены на международном фестивале военного кино имени Ю. Н. Озерова премии «Золотой меч» в категориях «Лучший фильм», «Лучшая режиссура» (Игорь Угольников), «Лучшая мужская роль» (Сергей Безруков), «Лучшая женская роль» (Настасья Кербенген). На ХХХ кинофестивале «Виват кино России!» картина получила приз зрительских симпатий и приз в номинации «Лучшая женская роль» (Настасья Кербенген).